# 丸山達也
丸山 達也（まるやま たつや、1970年〈昭和45年〉3月25日 - ）は、日本の政治家。島根県知事（公選第19・20代）。無所属。

## 来歴
福岡県八女郡広川町出身。久留米大学附設高等学校、東京大学法学部卒業後、1992年4月、自治省（現 総務省）入省。その後、埼玉県、長野県、島根県に出向し、2016年4月から総務省消防庁国民保護室長を務めた後、2018年12月に総務省を退職。
2019年、島根県知事選挙に無所属で出馬し、自民党推薦候補で元消防庁次長の大庭誠司、元安来市長の島田二郎、共産党推薦候補の山崎泰子を破り初当選を果たした。
2022年11月29日、知事選に立候補し、再選を目指すことを表明。2023年4月9日の投開票の結果、再選。

## 政策・主張

### 新型コロナウイルス対策
- 2022年に新型コロナウイルス感染者の全数把握の見直し議論が巻き起こった際、丸山は「感染症の基本的な理解が欠如している」「私からすると信じられない発想」と述べ、全数把握を不要とする意見を牽制した。また、感染症法上の位置付けを2類相当から5類相当へ移行すべきという議論についても、「インフルエンザと同じになる」として反対している[4]。
- 2022年6月の感染拡大の際には、飲食店等を利用する際には人数を4人以下とし、複数店舗を利用する場合も含め、合計2時間以内の利用とすることを要請した[5]。また、2022年8月の感染拡大の際には、8月29日から9月11日までの2週間は部活動やスポーツ少年団の活動を停止するよう要請したが[6]、インターネット上では批判の声が上がったほか、「理解が得られない」として停止を見送る自治体が出た[7]。

## 人物
- 家族は妻、2男、1女。
- 座右の銘は積小為大、臨機応変。
- 島根県以外の出身者が島根県知事になるのは、公選制度となってから史上初めてとなった。

## 年譜
- 1970年3月25日 - 福岡県八女郡広川町にて出生
- 1988年 - 久留米大学附設高等学校卒業
- 1992年 - 東京大学法学部卒業、自治省入省
- 1997年 - 徳島県徳島市理事兼財政部副部長[8]
- 1998年 - 徳島県徳島市財政部長兼理事[8]
- 2003年 - 埼玉県総務部財政課長
- 2005年 - 総務省自治財政局交付税課課長補佐
- 2009年 - 長野県飯田市副市長
- 2011年 - 総務省情報流通行政局地域放送推進室長
- 2013年 - 島根県環境生活部長
- 2014年 - 島根県政策企画局長
- 2016年 - 総務省消防庁国民保護室長
- 2017年 - 地方公共団体金融機構地方支援部長
- 2019年 - 島根県知事（1期目）
- 2023年 - 島根県知事（2期目）